# Paul Alfons von Metternich-Winneburg
Paul Alfons Maria Clemens Lothar Philippus Neri Felix Nicomedes Prinz von Metternich-Winneburg (Vienna, 26 maggio 1917 – Ginevra, 21 settembre 1992) è stato un pilota automobilistico tedesco con cittadinanza austriaca e presidente della Commission Sportive Internationale (CSI), prima di diventare presidente della Fédération Internationale de l'Automobile (FIA) nel 1975.

## Biografia
Il principe Paul Alfons von Metternich-Winneburg zu Beilstein, noto informalmente come Paul Metternich, nacque a Vienna nella nobile famiglia diplomatica dei Metternich ed era un pronipote dello statista austriaco Klemens von Metternich. Frequentò l'Institut Le Rosey in Svizzera.
Combatté dalla parte dei nazionalisti durante la Guerra civile spagnola.  Durante la Seconda guerra mondiale, prestò servizio come ufficiale di collegamento nella Divisione blu spagnola.
Nel 1940 a Berlino, dove apparteneva a una cerchia di oppositori del regime nazista, incontrò la sua futura moglie Tatiana Vassiltschikov, che aveva un incarico al Ministero degli Esteri.  Si sposarono a Berlino-Grunewald il 6 settembre 1941 e vissero inizialmente al Castello di Kynžvart (Schloss Königswart) nell'Egerland (ora nella Repubblica Ceca).
Nel 1945 fu espulso dalla Cecoslovacchia e perse i suoi beni lì. Si trasferì in un'altra tenuta di famiglia (del 1816), la cantina vinicola Schloss Johannisberg nella Rheingau, che era stata distrutta durante la guerra. In seguito la ricostruì e la gestì con la moglie.
Divenne anche un pilota di auto da corsa. Tra le altre gare, partecipò al Rally di Monte Carlo e alla 24 Ore di Le Mans del 1956. Dal 1960 fu Presidente dell'Automobilclub von Deutschland.  Dal 1975 al 1985 è stato Presidente del club automobilistico mondiale FIA.
È stato inoltre impegnato nell'organizzazione benefica Ordine di San Lazzaro ed è stato Gran balivo per il Balliwick tedesco.
Nel 1979 gli è stato conferito l'Ordine al merito della Repubblica Federale di Germania.
Sua moglie Tatiana era una nota mecenate d'arte. Con la sua morte a Ginevra, la linea principale della famiglia Metternich si è estinta. La sua vedova è stata l'ultima rappresentante della Casa di Metternich-Winneburg.